# Piste de danse

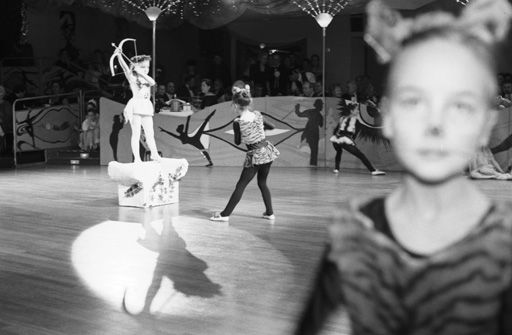
Piste de danse au Deutschen Theater de Munich, en Allemagne.

La piste de danse, aussi souvent appelé par ses anglicismes dancefloor, ou clubbing, est la zone d'un établissement ou d'un espace extérieur destinée à la danse. Elle peut être délimitée par des marques ou simplement créée par « accord tacite ».
Plusieurs genres musicaux y sont joués, notamment : le rock, le cha-cha-cha, le disco, et plus généralement la musique électronique.

## Caractéristiques
L'important pour une piste de danse est qu'elle soit plane afin d'éviter que les danseurs ne trébuchent. Elle doit également être suffisamment lisse pour permettre aux danseurs d'effectuer des rotations. Enfin, elle doit être suffisamment résistante pour pouvoir supporter la charge générée par la danse. Différents matériaux peuvent être utilisés comme revêtement de sol pour la piste de danse : parquet, plastique, bois, vinyle ou verre. Les discothèques, en particulier, font souvent appel à des constructions spéciales, par exemple à des panneaux en bois.
Il existe deux types de pistes de danse : permanente et portable. La piste de danse permanente est immobile et souvent trouvées dans des lieux comme les discothèques, les bars et les studios de danse. La piste de danse portable, elle, est mobile, et se trouve dans des lieux comme des expositions automobiles, fêtes et mariages. Certaines discothèques font usage de pistes de danse à ampoules LED. Dans un aspect moins énergivore, certaines pistes de danse, par exemple à dalles cinétiques, produisent de l'électricité lorsque les gens dansent dessus permettant ainsi d'alimenter de manière autonome certains éléments de spectacles[réf. souhaitée].
Il existe des codes de conduite qui s'appliquent sur la piste de danse entre deux danseurs partenaires, comme c'est le cas lors de sessions de rock ou cha-cha-cha.

## Lieux
Lors de fêtes ou d'événements similaires, une structure semblable à une scène est parfois installée comme piste de danse. Celle-ci peut être surélevée et délimitée par une balustrade. Autrefois, une telle piste de danse était simplement construite avec des planches non rabotées. Ses structures en plastique ou en métal sont utilisées. Certaines places très fréquentées avaient autrefois aussi des pistes de danse fixes qui restaient en place toute l'année.
Dans les discothèques, les salles de bal et parfois aussi dans les auberges, une partie de la salle est réservée à la danse. Cette zone est dégagée de tables, de chaises et d'autres obstacles.
Pour les compétitions officielles de danse sportive, à partir des championnats nationaux (comme en Allemagne) ou des championnats d'État (comme en Autriche), il existe des règles concernant la surface de danse qui doivent être respectées afin de pouvoir organiser une compétition équitable d'une part et de permettre aux juges d'avoir une bonne vue d'ensemble d'autre part. Dans ce cas, les pistes de danse rectangulaires doivent avoir une superficie minimale de 210 m2, dont le côté le plus court mesure au moins 12 m de long. En outre, le parquet est obligatoire comme revêtement de sol. Pour les petits tournois, des pistes de danse plus petites avec d'autres revêtements sont également autorisées. Les exigences exactes varient d'un pays à l'autre - en Allemagne, par exemple, les sols synthétiques, souvent présents dans les gymnases et les salles de sport, sont également autorisés.

## Aspects psychologiques
Chez certaines personnes, se « déhancher » sur la piste de danse permet d'oublier ses problèmes quotidiens et de s'extérioriser. Kathy Sledge, chanteuse afro-américaine, explique que le dancefloor n'a « ni couleur, ni barrière », et qu'il s'agit ici d'«  un espace de guérison ». Pour la plupart, tels que les habitués des boîtes de nuit, il s'agit d'un endroit « sacré ».